# آیت عباس
ایت عباس (به فرانسوی: Ait Abbas) یک منطقهٔ مسکونی در مراکش است که در تادله ازیلال واقع شده‌است.

## خصوصیات
ایت عباس ۱۰٬۳۹۱ نفر جمعیت دارد.